# Viola wilczekiana
Viola wilczekiana är en violväxtart som beskrevs av Ambroise Marie François Joseph Palisot de Beauvois. Viola wilczekiana ingår i släktet violer, och familjen violväxter. Inga underarter finns listade i Catalogue of Life.